# 大阪社会事業短期大学
大阪社会事業短期大学（おおさかしゃかいじぎょうたんきだいがく、英語: Osaka-Shakai-Jigyo-Tanki Daigaku）は、大阪府大阪市天王寺区夕陽丘5-52に本部を置いていた日本の公立大学である。1950年に設置され、1982年に廃止された。大学の略称は社事短（しゃじたん）。

## 概要

### 大学全体
- 大阪府大阪市天王寺区に所在した日本の公立短期大学で、設置主体は大阪府[2]。
- 国内で最初に認可された短期大学149校[注 1]の1校として、1950年に1学科体制で開学した[3]。のちに学科増設により2学科[注 2]さらに1専攻からなる専攻科を置くようになる。
- 1980年度の入学生を最後に[注釈 2]、1982年に短期大学としての使命を終える[注釈 3]

### 教育および研究
- 大阪社会事業短期大学は当時、全国の短大でも数少ない社会福祉に関する専門教育に特化した短大となっていた。

## 沿革
- 1948年
  - 10月1日 大阪社会事業学校を設置[6]。
- 1949年
  - 10月 文部省[注釈 4]に短期大学[注 3]の設置認可に関する申請を行う[注 4]。なお、学科・専攻は以下の通りとなっている[注 5]。
    - 社会事業学科 入学定員50名
- 1950年
  - 3月14日 左記を以て短期大学の設置が文部省[注釈 4]より認可される[12][13]。
  - 4月1日 左記を以て大阪社会事業短期大学が以下の学科体制にて開学する[注 6]。
    - 社会事業科 入学定員50名
- 1951年
  - 4月1日 南区田島町2から東区森之宮西の町1へ移転。
- 1952年
  - 4月1日 以下の学科を増設する[注釈 5]。
    - 産業福祉科 入学定員40名

  - 同 社会事業科の入学定員を50→80に増員[注釈 5]。
- 1954年
  - 5月1日 学生数[17]/定員
    - 社会事業科 193[注 7]/160
    - 産業福祉科 72[注 8]/80
- 1956年
  - 3月31日 専攻科に以下の課程を設置する[注 9]。
  - 社会事業専攻 入学定員30名
- 1958年
  - 5月1日 学生数[19]/定員
    - 社会事業科 156[注 10]/160
    - 産業福祉科 80[注釈 6]/80
- 1959年
  - 8月10日 東区、南区にあったキャンパス[20]を夕陽丘キャンパスに移転[21]。
- 1964年
  - 4月1日 社会事業科の入学定員を80→100に増員し、かつ以下の通り専攻分離する[22]。
    - 社会事業学専攻 入学定員50名
    - 保育学専攻 入学定員50名
- 1964年
  - 5月1日 学生数[23]/定員
    - 社会事業科 209[注 11]/180
    - 産業福祉科 83[注 12]/80
- 1969年
  - 4月1日 学科名を以下の通り変更する[注釈 3]。
    - 社会事業科→社会事業学科
    - 産業福祉科→産業福祉学科
- 1974年
  - 4月1日 専攻名の名称を以下の通り変更する[注釈 3]。
    - 社会事業学専攻→社会事業専攻
    - 保育学専攻→保育専攻
- 1980年
  - 4月1日 学生募集が最後となる[注釈 2]。
- 1980年
  - 5月1日 学生数[24]/定員
    - 社会事業学科 203[注 13]/200
    - 産業福祉学科 81[注 14]/80
- 1981年
  - 5月1日 学生数[25]/定員
    - 社会事業学科 96[注 15]/100
    - 産業福祉学科 39[注 16]/40
- 1982年
  - 3月31日 左記をもって正式に廃止となる[注釈 3]。

## 基礎データ

### 所在地
- 大阪府大阪市天王寺区夕陽丘町5-52[注釈 1]

### 象徴
- 大阪社会事業短期大学の校歌は、小野十三郎作詞・芥川也寸志作曲したものとなっていた[26]。
- 右記資料にカレッジマークあり[27]。

## 教育および研究

### 組織

#### 学科
- 社会事業学科
  - 社会事業専攻 入学定員50名[注釈 7]
  - 保育専攻 入学定員50名[注釈 7]
- 産業福祉学科 入学定員40名[注釈 7]

#### 専攻科
- 社会事業専攻 入学定員30名[注 17]

#### 別科
- なし

#### 取得資格について[27]
資格
- 保母：社会事業学科保育専攻にて取得できるようになっていた。
- 中学校教諭二級免許状（社会）
  - 社会事業学科社会事業専攻
  - 産業福祉学科
- 社会福祉主事任用資格
- 当初は、高等学校教諭免許状（社会）の教職課程も設けられていた[30]

#### 附属機関
- 大阪社会事業短期大学附属図書館

### 研究
- 『社会問題研究』[31]。
- 『研究紀要』[32]

### 大学関係者一覧

#### 大学関係者
歴代学長
- 岡村重夫：1977年3月1日〜
- 三木正太郎：元教授

## 施設

### キャンパス[26]
- 当時のアクセス：大阪市営地下鉄谷町線四天王寺駅から徒歩利用する学生が多かった。大阪市電が運行されていた時分には、天王寺椎寺町駅から利用する人もいた。
- 設備：講堂・食堂・栄養学実習室・階段教室・音楽教室・事務局・テニスコート・バスケットコート・バレーコートなどがあった。敷地面積は、10,519m2となっていた。
- 立地場所：大江神社や四天王寺・大阪星光学院中学校・高等学校とは至近距離にあった。
大阪府立夕陽丘高等学校の前身、夕陽丘高等女学校が1909年から1934年まで存在した地で、1936年には大阪府立大阪青年塾堂が設立された。第二次大戦後、1952年に大阪府立夕陽丘会館となり、1959年に社会事業短大に引き継がれた。[33][34]

## 対外関係

### 系列校
- 大阪府立大学
- 大阪府立大学工業短期大学部
- 大阪府立大学農業短期大学部
- 大阪府立看護大学医療技術短期大学部

## 卒業後の進路について

### 就職について[35]
- 社会事業学科
  - 社会事業専攻：各都道府県の福祉事務所に社会福祉主事（ケースワーカー）として採用された人が多いものとなっていた。
  - 保育専攻：保育所をはじめ児童福祉施設への就職者が多いものとなっていた。
- 産業福祉学科：各種福祉施設への就職者が多いものとなっていた。

### 編入学・進学実績
- 本科卒業生は、専攻科へ進学していた様子。